# Cassie Sharpe
Cassandra  Sharpe (conocida como Cassie Sharpe; Calgary, 14 de septiembre de 1992) es una deportista canadiense que compite en esquí acrobático, especialista en la prueba de halfpipe; campeona olímpica en Pyeongchang 2018.
Participó en dos Juegos Olímpicos de Invierno, obteniendo dos medallas, oro en Pyeongchang 2018 y plata en Pekín 2022, ambas en el halfpipe.
Ganó tres medallas en el Campeonato Mundial de Esquí Acrobático entre los años 2015 y 2025. Adicionalmente, consiguió seis medallas en los X Games de Invierno.

## Trayectoria
Sharpe creció en Comox Valley, en la isla de Vancouver. Su hermano Darcy compite en snowboard.
Desde 2014 forma parte del equipo nacional canadiense de halfpipe. Su primer podio internacional lo obtuvo en el Mundial de 2015, ganando la medalla de plata en el halfpipe.
En los Juegos Olímpicos de Pyeongchang 2018 ganó la medalla de oro en el halfpipe, con 95,80 puntos. En Pekín 2022 consiguió la medalla de plata, con 90,75 puntos, siendo superada por la china Eileen Gu.

## Medallero internacional
| Juegos Olímpicos   | Juegos Olímpicos            | Juegos Olímpicos  | Juegos Olímpicos |
| Año                | Lugar                       | Medalla           | Prueba           |
| ------------------ | --------------------------- | ----------------- | ---------------- |
| 2018               | Pyeongchang (Corea del Sur) | Medalla de oro    | Halfpipe         |
| 2022               | Pekín (China)               | Medalla de plata  | Halfpipe         |
| Campeonato Mundial |                             |                   |                  |
| Año                | Lugar                       | Medalla           | Prueba           |
| 2015               | Kreischberg (Austria)       | Medalla de plata  | Halfpipe         |
| 2019               | Park City (Estados Unidos)  | Medalla de plata  | Halfpipe         |
| 2025               | Engadina (Suiza)            | Medalla de bronce | Halfpipe         |

| X Games de Invierno | X Games de Invierno    | X Games de Invierno | X Games de Invierno |
| Año                 | Lugar                  | Medalla             | Prueba              |
| ------------------- | ---------------------- | ------------------- | ------------------- |
| 2016                | Oslo (Noruega)         | Medalla de oro      | Superpipe           |
| 2018                | Aspen (Estados Unidos) | Medalla de bronce   | Superpipe           |
| 2019                | Aspen (Estados Unidos) | Medalla de oro      | Superpipe           |
| 2020                | Aspen (Estados Unidos) | Medalla de bronce   | Superpipe           |
| 2021                | Aspen (Estados Unidos) | Medalla de plata    | Superpipe           |
| 2025                | Aspen (Estados Unidos) | Medalla de oro      | Superpipe           |